# Contea di Jianhu
La contea di Jianhu (建湖县S, Jiànhú XiànP) è una contea della Cina, situata nella provincia di Jiangsu e amministrata dalla prefettura di Yancheng.